# 무토 아키라 (축구인)
무토 아키라(일본어: 武藤 覚, 1976년 4월 22일~)는 일본의 축구 선수, 지도자이다.

## 지도자 경력
요코하마 F. 마리노스(2003-2007), 제프 유나이티드 지바(2014), 아비스파 후쿠오카(2015-2017)의 코치를 거쳐, 2022년 더스파구사쓰 군마(더스파 군마)의 코치으로 취임하였다. 2024년 5월 성적 부진으로 물러난 오쓰키 쓰요시 감독을 대신해, 더스파 군마의 감독으로 취임하였다.